# ژان مارک شانله
ژان مارک شانله (انگلیسی: Jean-Marc Chanelet؛ زادهٔ ۲۳ ژوئیهٔ ۱۹۶۸) بازیکن فوتبال اهل فرانسه است.
از باشگاه‌هایی که در آن بازی کرده‌است می‌توان به باشگاه فوتبال المپیک لیون، باشگاه فوتبال نانت، و باشگاه فوتبال نیم المپیک اشاره کرد.